# Kevin Wimmer
Kevin Wimmer (Wels, 15 de novembro de 1992) é um futebolista austríaco que atua como zagueiro. Atualmente defende o Slovan Bratislava.

## Carreira
Kevin Wimmer fez parte da Seleção Austríaca de Futebol da Eurocopa de 2016.